# Prison de Mezzeh
La prison de Mezzeh (en arabe : سجن المزة ) est une prison militaire syrienne surplombant la capitale, Damas. Mezzeh (également transcrit Mazzeh, al-Mazzeh, el-Mezzeh) est le nom d'un quartier de l'ouest de Damas.
La structure au sommet de la colline remonte aux temps des croisés. Les Français l'ont reconstruite et l'ont utilisée pour y enfermer des combattants anticoloniaux et des prisonniers politiques. Cependant, la prison n'a pris une importance centrale dans la vie politique syrienne qu'en 1949, après le premier coup d'État syrien. Le leader du coup d'État, Husni al-Za'im, y a emprisonné son prédécesseur, où lui-même l'y a suivi, trois mois et demi plus tard, après avoir été renversé à son tour. Depuis lors, les dirigeants syriens destitués lors des coups d'État successifs du pays, ont été presque systématiquement envoyés à la prison de Mezzeh et celle-ci a également détenu de nombreux prisonniers politiques syriens.
Des prisonniers militaires et surtout des prisonniers politiques étaient détenus à la prison de Mezzeh à partir des années 1980 et jusqu'à sa fermeture en 2000. La prison est une incarnation de la répression du gouvernement syrien, elle est considérée comme un centre de torture du régime. Des violations généralisées des droits de l'homme et des actes de torture ont été rapportés à la prison de Mezzeh tout au long de son histoire, mais plus particulièrement sous le règne de Hafez el-Assad (1970-2000), puis après sa réouverture en 2011, sous Bachar el-Assad, au début du soulèvement révolutionnaire.
La prison de Mezzeh est en effet fermée sur ordre du président Bachar el-Assad en septembre 2000, et environ 600 prisonniers sont libérés. Elle aurait été transformée en institut de science historique[réf. nécessaire]. Elle est ouverte à nouveau en 2011, pour y emprisonner des manifestants et opposants au régime dans le contexte du printemps arabe.
Dans le même quartier, il existe deux autres centres de détention et de torture : les sous-sols de l'aéroport militaire de Mezzeh, et l'hôpital militaire de Mezzeh, ou hôpital 601.

## Anciens détenus notables
- Salah Jedid homme politique syrien renversé par Assad père lors du mouvement correctionnel
- Mazzen et Patrick Dabbagh, citoyens franco-syriens[1]